# Джона Бобо
Джона Бобо (англ. Jonah Bobo; нар. 24 січня 1997) — американський актор, відомий головною роллю у фільмі «Затура: Космічна пригода» та озвучуванням у мультсеріалі «Фантазери».

## Фільмографія
| Рік       |    | Українська назва         | Оригінальна назва           | Роль                                      |
| --------- | -- | ------------------------ | --------------------------- | ----------------------------------------- |
| 2004—2013 | мс | Фантазери                | The Backyardigans           | Остін (озвучення, 78 епізодів)            |
| 2004      | ф  | Найкращий злодій світу   | The Best Thief in the World | Сем Зайдман                               |
| 2004      | ф  | Чокнуті                  | Around the Bend             | Зак Лейр                                  |
| 2005      | ф  | Незнайомці з Кенді       | Strangers with Candy        | Шеймус Ноблет                             |
| 2005      | ф  | Затура: Космічна пригода | Zathura                     | Денні                                     |
| 2006      | мф | Лис і мисливський пес 2  | The Fox and the Hound 2     | Тодд (озвучення)                          |
| 2008      | ф  | Задуха                   | Choke                       | Віктор Манчіні в дитинстві                |
| 2009      | с  | Студія 30                | 30 Rock                     | Ітан (Епізод:"Jackie Jormp-Jomp")         |
| 2009      | с  | Дорогий доктор           | Royal Pains                 | Арло Грант (Епізод:"No Man Is an Island") |
| 2011      | ф  | Це безглузде кохання     | Crazy, Stupid, Love.        | Роббі                                     |
| 2012      | ф  | Роз'єднання              | Disconnect                  | Бен Бойд                                  |